# Königsberger Volkszeitung
De Königsberger Volkszeitung was een Duitse krant uit de stad Koningsbergen (Duits: Königsberg, tegenwoordig Kaliningrad) die verscheen tussen 1893 en 1933. 
De krant was de sociaaldemocratische krant voor Oost-Pruisen en werd opgericht door Otto Braun en Hugo Haase. In 1897 werd Gustav Noske redacteur. Bekende redacteuren waren Adolf Bartel, Otto Wyrgatsch, Arthur Crispien, Hans Mittwoch, Werner Lufft en Wilhelm Matull. Sinds 1914 bevond de redactie en drukkerij zich in het Gewerkschaftshaus Vorderrossgarten 61/62. In 1930 verhuisde de krant naar het Otto-Braun-Haus in de 2. Fließstraße 4/6. In februari 1933 werd de krant verboden door de overheid. 